# I sette peccati
I sette peccati è un film del 1942 diretto da Ladislao Kish.

## Trama
Tratto da un racconto originale del regista ungherese Ladislao Kish, racconta la storia di due giovani amici che sposano due collegiali.
Uno dei due giovani mariti, per una sua strana iniziativa, disperde per le strade e per le aiuole dei giardini, una serie di lettere d'amore, piene di disperazione e con la decisione di porre fine ai suoi giorni.

## La critica
Diego Calcagno, su Film, del 6 giugno 1942 "I sette peccati, sono tali da indurre più di uno a commetterne un ottavo, quello della maldicenza. Ma io non sono d'accordo con quelli che, più o meno apertamente, hanno condannato questo film, come un pasticcetto poco pregevole. È un pasticcetto, è vero, ma abbastanza piccante e piacevole.